# St. Clair Lagoon
Die St. Clair Lagoon ist ein See im Westen des australischen Bundesstaates Tasmanien, südöstlich anschließend an den Lake St. Clair.
Der Derwent River durchfließt sie auf seinem Weg vom Lake St. Clair zum Lake King William. Sie besitzt den gleichen Wasserstand wie der Lake St. Clair.